# L'Hôpital-du-Grosbois
 L'Hôpital-du-Grosbois  es una población y comuna francesa, en la región de Franco Condado, departamento de Doubs, en el distrito de Besançon y cantón de Ornans.

## Demografía
| 219 | 257 | 279 | 349 | 349 | 377 |
| Para los censos de 1962 a 1999 la población legal corresponde a la población sin duplicidades (Fuente: INSEE [Consultar]) |     |     |     |     |     |